# Операції ВМФ Великої Британії на Балтиці (1918—1919)
Операції ВМФ Великої Британії на Балтиці (1918—1919) (англ. British campaign in the Baltic (1918-19) — проводились в ході війн за незалежність Естонії, Латвії і Громадянської війни в Росії з метою підтримки цих молодих незалежних держав і Білого Руху в Росії у першочерговому завданні встановлення контролю над Петроградом. Операція Королівського ВМС Великої Британії «Червоний шлях» (англ. Operation Red Trek) була частиною низки операцій країн Антанти і їхніх союзників проти поширення більшовизму на теренах колишньої Російської імперії.
Після підписання перемир'я 11 листопада 1918 Антанта дозволила німецьким підрозділам залишатись в регіоні задля стримування просування більшовицьких загонів з Росії, дозволивши у Латвії формування підрозділів територіальної оборони, зокрема підрозділів німецького корпусу добровольців (нім. Freikorps), підрозділів Ландсверу (нім. Baltische Landeswehr). Після встановлення про-німецького уряду у квітні 1919 внаслідок збройного заколоту Антанта наказала покинути Латвію німецьким підрозділам, які у липні були розбиті естонсько-латвійськими підрозділами за підтримки Великої Британії. На 1920 були укладені мирні угоди поміж Естонською Республікою, Латві́йською Респу́блікою і Росією. План відносно підтримки Білого руху не було реалізовано.

## Історія
Кораблі Балтійського флоту дістались в руки більшовиків і становили певну загрозу для держав регіону Балтики, беручи участь у наступі загонів більшовиків у Латвії, Естонії. Вони підтримували свої частини вогнем, висаджували десанти, виставляла мінні загородження. Одночасно значна частина офіцерів флоту загинула з рук матросів, чи перебувала у Білому русі. На 15 листопада 1918 було створено «Действующий отряд» (ДОТ) для підтримки військових операцій. У нього увійшли усі боєздатні кораблі флоту:
- 2 лінкори «Петропавловськ», «Андрій Первозванний»[3]
- крейсер «Олег»[4]
- 8 есмінців «Азард»[5] • «Гавриїл»[6] • «Гайдамак» • «Всадник» • «Уссуриец» • «Амурець» • «Миклуха Маклай»
- 7 підводних човнів «Тур» • «Тигр»[7] • «Пантера»[8] • «Вепрь»[9] • «Волк»[9] • «Ягуар»[9]
- мінні загороджувачі «Нарова»[10], «Урал»[11]
- дивізіони тральщиків: 1 дивізіон «Невод» • «Китобой» • «Якорь» • «Гарпун». 2 дивізіон «Запал» • «Ударник» • «Клюз» • «№ 24»
- дивізіон сторожових кораблів «Куниця» • «Соболь» • «Горностай» • «Хорек» • «Ласка» • «Видра»

### Британська ескадра
Задля реалізації плану до прибережної акваторії Балтики, портів Естонії, Латвії у листопаді 1918 було надіслано кораблі королівського флоту під командуванням контр-адмірала Едвіна Александр-Сінклера: 5 легких крейсерів, 9 есмінців, транспортного корабля, тральщиків. Вони зайшли до Лієпаї, де передали латвійським частинам гвинтівки, поповнили запаси вугілля і попливли до Таллінна. У ніч з 4/5 грудня крейсер «Кассандра» підірвався на міні з часів Першої світової війни і затонув. Загинуло 17 членів екіпажу. Решту екіпажу врятували есмінці HMS Westminster та HMAS Vendetta, що підійшов до борту крейсера. До Таллінна кораблі привезли спорядження, війська з дозволом їхньої підтримки наскільки їхні гармати були спроможні. Завдяки їхньому прибуттю естонські кораблі здійснили декілька десантувань в тилу окупаційних військ.

### Звільнення Естонії
26 грудня есмінці «Спартак» з командуючим Ф. Ф. Раскольниковим і «Автроїл» вийшли в море для обстрілу Таллінна, що за задумом мало б розпочати повстання робітників. «Спартак» обстріляв острів Найссаар, що прикривав з моря Таллінн. З острова повідомили про появу есмінця, який захопив фінський корабель і відправив його до Кронштадту. На його перехоплення вийшло два англійські крейсери і два есмінці. Під час переслідування «Спартак» сів на мілину, а при підході англійських кораблів спустив прапор. На ньому було знайдено чимало документів з планами діяльності кораблів ДОТ.
О 11.00 годині 27 грудня біля Таллінна «Автроил» помітили два англійські есмінці і крейсер. При першому пострілі він без бою здався. Згідно декотрих джерел при спробі втечі на ньому відбувався черговий мітинг. За два дві було захоплено два есмінці і 251 моряк, з яких 46 полонених під поруку перейшли до ВМФ Естонії, Білої армії. У Таллінні їх передали ВМФ Естонії. Комісарів Ф. Раскольнікова і Нинюка з «Автроила» за посередництвом Червоного Хреста Данії обміняли на полонених англійців. До кінця Громадянської війни кораблі Балтійського флоту не виходили далі острова Гогланд. Спеціальна комісія вину за втрату двох есмінців поклала на командувача морськими силами Балтійського флоту, адмірала C. Зарубаєва і не побачила вини В. Альтфатера і Ф. Раскольнікова.
Тим часом загони більшовиків підходили до Риги і уряд на початку січня евакуювався на кораблях англійської ескадри до Лієпаї. Одночасно було вирішено замінити ескадру Александра-Сінклера більш потужною контр-адмірала Волтера Кована, що прибула 5 січня до Копенгагену і далі до Таллінну. 18 січня 1919 за підтримки флоту був висаджений десант і взята Нарва. 7-а армія РСЧА була відкинута до Пскову, у полон потрапило до 600 її вояків.

### Наступ Північного корпусу
З 26 квітня естонський і англійський флоти розпочали мінування Фінської затоки, острова Гогланд. У травні сили Білої армії прорвали фронт біля Нарви і розпочали наступ на Псков. 13 травня на міні біля Таллінну підірвався крейсер «Кюрасао», який з великими труднощами повернувся до Англії. 23 травня на підтримку підійшли крейсер «Драгон», флотилія підводних човнів з плавбазою. 28 травня кораблі ДОТ отримали наказ підтримати відступаючі частини РСЧА у Копорській затоці, де вони вступили у перестрілку з англійськими кораблями, що повторилось 1 червня. 16 червня при бойовому траленні Фінської затоки підірвались два британських тральщики. 4 липня есмінці «Азард», «Гавриїл» невдало атакував о 17.37 підводний човен L55, який при відході течія занесла на мінне загородження, де він підірвався і затонув з екіпажем.

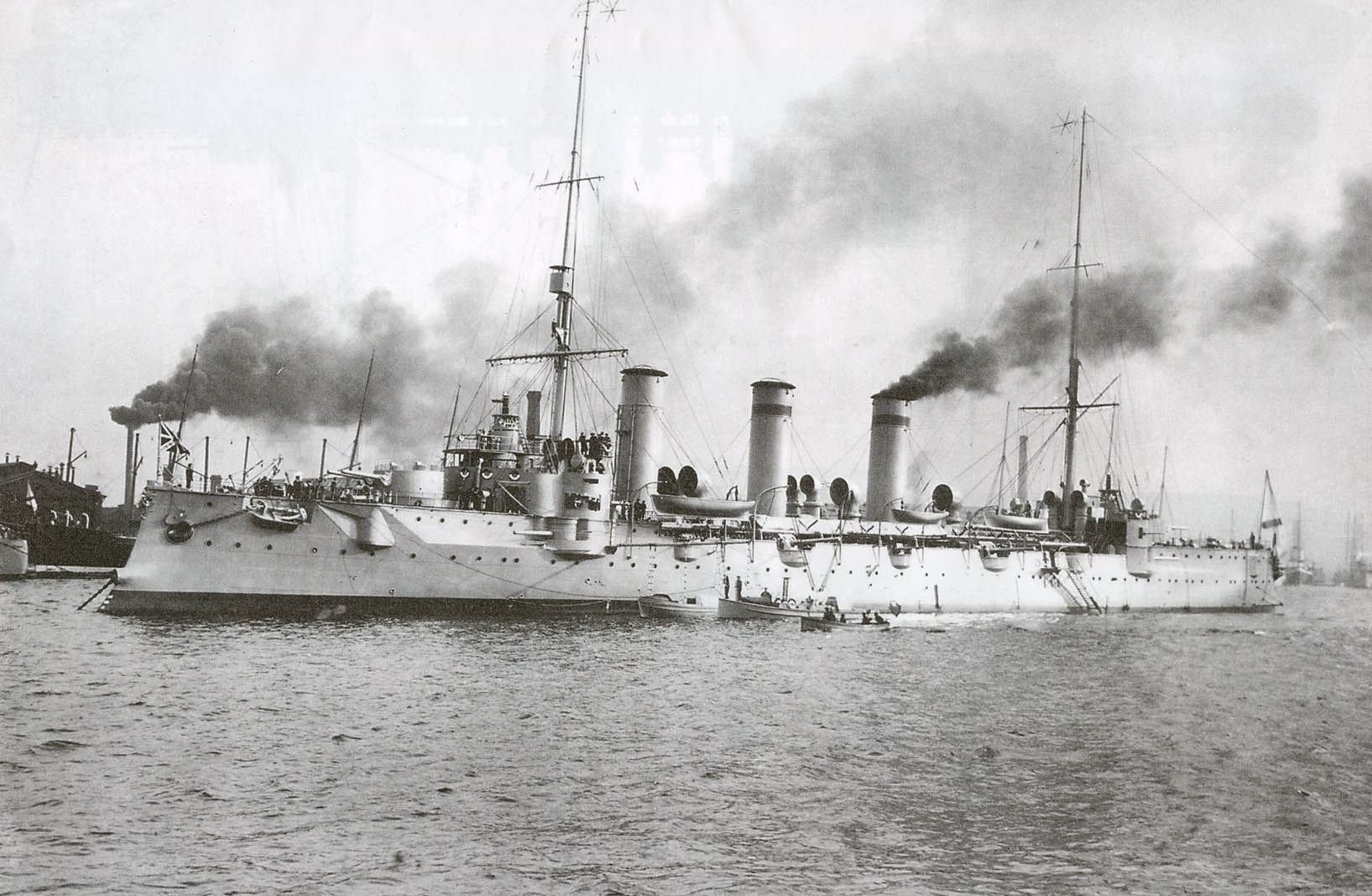
Крейсер «Олег»

У надії на підтримку англійських кораблів 13 червня розпочалось повстання на форті «Красная горка», батарей "Серая лошадь", але контрадмірал Волтер Кован обмежився закликом до кораблів Балтійського флоту здаватись, а Північний корпус дізнався про повстання вже після його придушення.
У середині червня до фінського порту Терійокі прибуло два торпедні катери комондора Августа Егара. У ніч 17/18 червня катер HM CMB 4 вийшов проти крейсера «Олег» і двох есмінців, що патрулювали недалеко порту. Єдиною торпедою о 4.00 він торпедував «Олега», який затонув через 12 хв. (5 моряків загинуло, 5 поранено), а катер без пошкоджень повернувся назад.
На 30 червня з Великої Британії прибуло ще чотири крейсери «Данае», «Делі», «Донтлесс», «Каледон», транспорт з мінами, 3 липня авіаносець «Віндіктів» з 12 літаками, який сів на мілину і впродовж місяця не брав участі у бойових діях. З липня розпочались атаки британських літаків, а 30 липня прибуло 7 торпедних човнів до флотилії Егара.

### Боротьба за Ригу
За наказом головнокомандувача Йохана Лайдонера 21 червня естонські кораблі направили до Ризької затоки на допомогу легальній владі, розпочавши 30 червня обстріл фортів у гавані Риги. До 3 липня кораблям, висадженому ними десанту вдалось зламати опір ландсверу.

### Підводні човни
З 10 липня у Копорській затоці підводний човен «Волк» безуспішно спробував атакувати англійські кораблі. 23 липня сюди направився підводний човен «Пантера», який випустив дві торпеди по англійських підводних човнах, а ті по ньому. 27 липня «Вепрь» виявили британські есмінці. Вони її пошкодили, але підводному човну вдалось повернутись до Кронштадту.

### Кронштадт

Схема атаки Кронштадту торпедними човнами на аеросвітлині

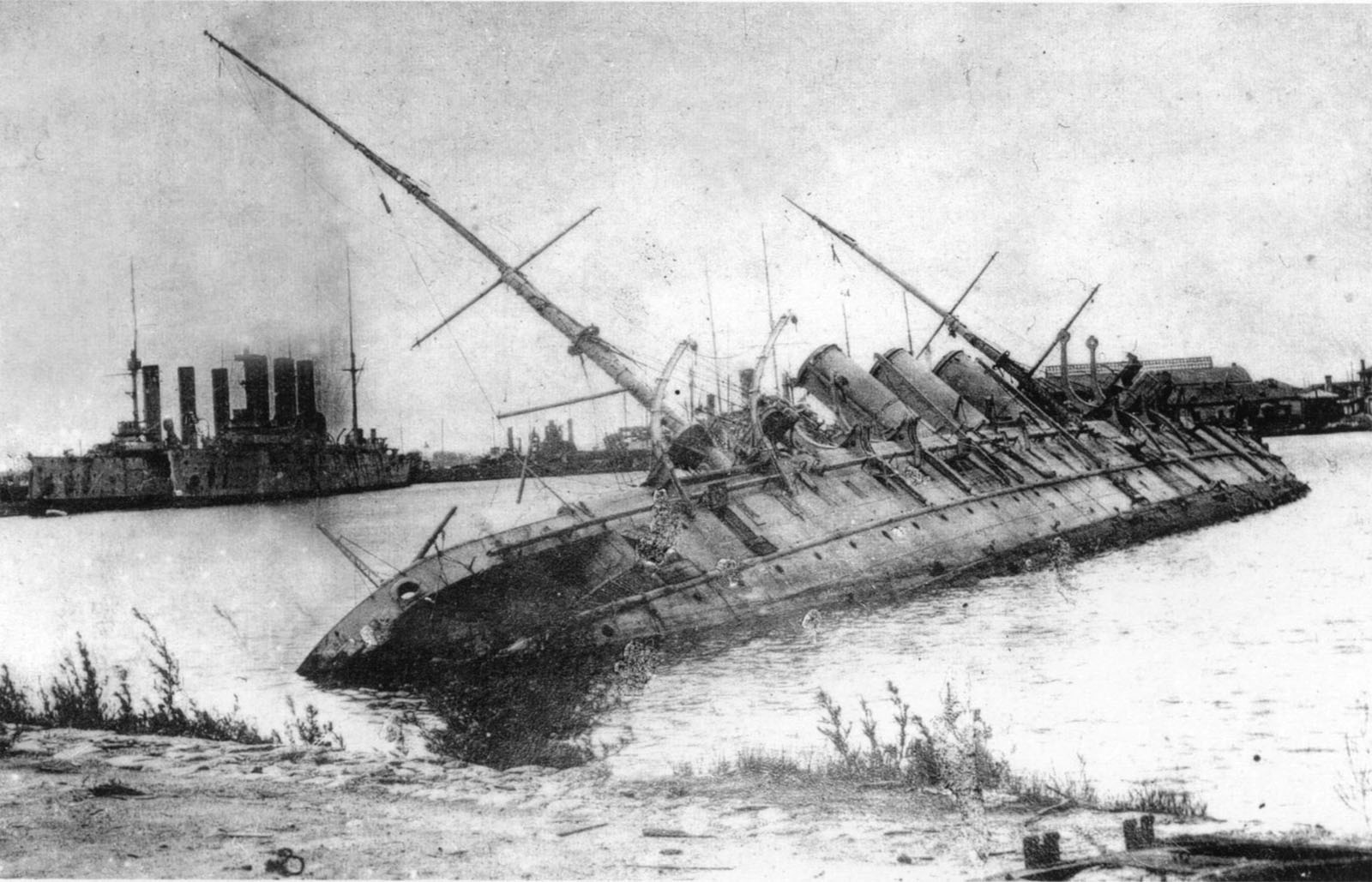
«Память Азова» після торпедної атаки

З 1 серпня 1919 англійські літаки розпочали регулярні атаки Кронштадту. На підтримку Північно-Західної армії контр-адмірал Кован вирішив здійснити атаку на Кронштадт авіацією, торпедними човнами. Метою було знищення двох лінійних кораблів, крейсерів, причому кожен з катерів 1-5 отримав чітке завдання по знищенні певного корабля, катери 6-7 повинні були підстрахувати першу групу катерів, а № 8 атакувати черговий есмінець на рейді. Літаки повинні були відвернути увагу від атаки катерів. у ніч з17/18 серпня катери вийшли в море, але катер № 3 зупинився через поломку мотора. О 3.45 розпочалась атака літаків, що пошкодили танкер «Татьяна», есмінець «Гавриил».
Близько 4.00 катер № 1 атакував плавбазу «Память Азова», що отримала 2 торпедні попадання і сіла на ґрунт. Катер № 2 торпедував лінкор «Андрій Первозванний», що більше не відновлювався. Катер № 4 був пошкоджений при вході до гавані, загинув його капітан і атака лінкору «Петропавловск» була безуспішною. Катер № 5 був пошкоджений і почав відступ входу в гавань. на зворотній дорозі взяв на буксир катер № 3. Катер № 6 на виході з гавані протаранив катер № 1, що затонув. Під час рятування його екіпажу загинув командир катера № 6. Його замісник випустив безрезультатно дві торпеди по есмінцю «Гавриил», через стрільбу з якого катер загорівся і затонув. Їх намагався врятувати катер № 7 після безрезультатної атаки гавані, але через сильний обстріл відійшов. Катер № 8 з мілини випустив по «Гавриилу» торпеду, що вдарилась об ґрунт і вибухнула. Через це катер затонув.
Британські сили понесли втрати через невиконання первісного плану по торпедуванні в першу чергу есмінця «Гавриїл». Втрати кораблів у гавані були викликані у першу чергу відсутністю елементарного бонового протиторпедного, протикатерного захисту. У наступні дні продовжувались авіаційні бомбардування Кронштату (3-4 щоденно). 21 серпня на міні підірвався тральщик Балтфлоту, якому вдалось повернутись на базу. 31 серпня Чичерін Г. В. запропонував естонцям провести перемовини, що завершились у вересні безрезультатно. Одночасно 31 серпня у Копорській затоці підводний човен «Пантера» торпедував есмінець «Вітторіа», що стояв на якорі. Отримавши 1 торпедне попадання, британський корабель затонув.

### Бойові дії у вересні
Впродовж вересня обидві сторони займались ставленням мінних загороджень, обстрілом узбережжя. 4 вересня есмінець «Верулам» підірвався на міні і затонув. Того ж дня міноносець «Свобода» був пошкоджений бомбами з британських літаків. При щоденних бомбардуваннях Кронштадту були пошкоджені доки, пароплав, панцирник «Заря Свободы» (3 жовтня). З 20 жовтня на фронті встановилось тимчасове затишшя.

### Наступ Північно-Західної армії
Наступ розпочався 28 вересня, а 9 жовтня англійські кораблі прибули до Риги для підтримки наступу латвійського війська. Естонський флот здійснив декілька вдалих десантних операцій у тилах стрімко відступаючої РСЧА. 20 жовтня сили біло армії підійшли найближче до Петрограду, де їх обстріляли кораблі Балтфлоту. 21 жовтня з Кронштадту вийшли есмінці «Гавриил», «Свобода», «Константин», «Азард» для постановки мін у Копорській затоці, де вони вночі потрапили на мінне поле. О 5.48 підірвався «Гавриил», о 5.50 «Константин» і «Свобода». З першого за 20 хвилин врятувалось 19 моряків, другий переломався навпіл і відразу затонув, з третього за декілька хвилин встигло врятуватись 6 осіб). Останній у строю «Азард» 15 хвилин виходив з мінного поля заднім ходом. Загинуло 485 моряків. Слідча комісія виявила декотрі порушення у плануванні операції, визнавши правильними дію капітанів загиблих кораблів. Згодом Корнатовский М. А. писав, що офіцери кораблів мали домовленість про здачу кораблів англійському флоту, але по волі випадку вони потрапили на мінне поле.
Для атаки форту «Краснофлотский» «Красная горка» був викликаний монітор «Еребус», який 27 жовтня випустив близько 30 набоїв калібром 381,0 мм. Через погану видимість і вичерпання боєзапасу він відійшов у море. 29 жовтня британські крейсери обстріляли батареї РСЧА у Копорській затоці, а есмінець «Азард» був пошкоджений авіабомбою. 30 жовтня HMS «Erebus» повторно обстріляв форт «Краснофлотский», випустивши 30 набоїв. Британські та естонські кораблі підтримували контратаки Північно-Західної армії. 4 листопада британські кораблі в останній раз здійснили обстріл позицій РСЧА.
З кінця листопада тральщики Балтфлоту неодноразово робили спроби розчистки фарватеру біля Кронштадту, але кожного разу їх відганяли ворожі літаки. При траленні фарватеру 10-14 було знищено 5 мін. В останній раз вони вийшли в море 29 листопада, після чого вернулись до Кронштадту для зимівлі.

## Завершення місії
У грудні 1919 відбулась евакуація британських сил з Фінляндії. Після 25 грудня у регіоні залишили два легкі крейсери і 4-у флотилію есмінців, що з Копенгагена виходили для патрулювання моря біля узбережжя Естонії, Латвії. 16 січня 1920 уряд вирішив зняти блокаду, а у квітні припинити бойові дії Королівського флоту на Балтиці. На той час 31 грудня було підписано перемир'я поміж Естонією і РСФСР, а 2 лютого підписано мирну угоду.